# プレイメイト

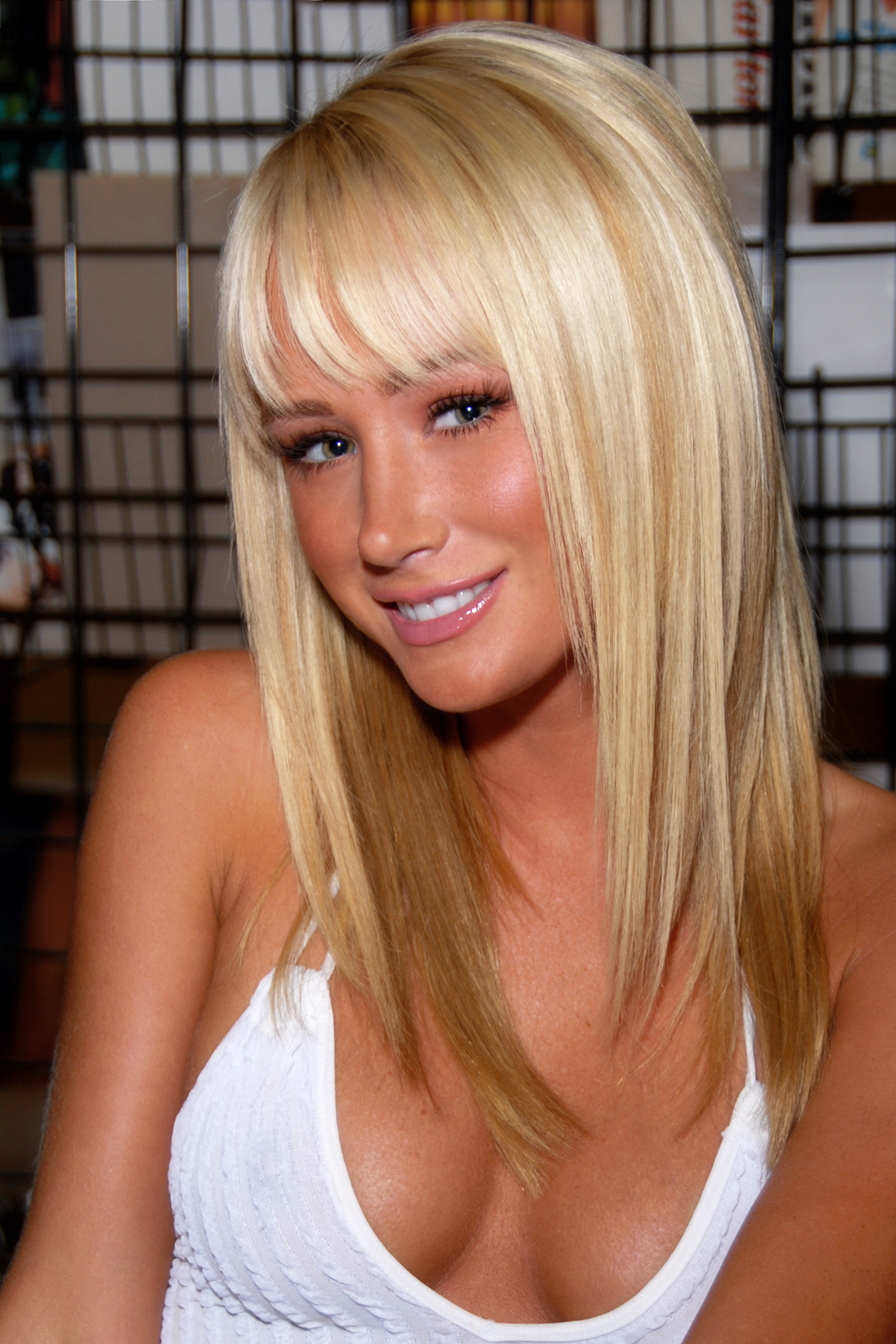
2007年のプレイメイト・オブ・ザ・イヤー、サラ・ジーン・アンダーウッド

プレイメイト（英: Playmate）は、アメリカ合衆国の雑誌『プレイボーイ』各号に呼び物として掲載される女性ヌードモデル。

## 概要
『プレイボーイ』誌に載ったモデルであっても、表紙のモデルや一般のヌードモデル等はプレイメイトに含まれない。センターフォールドなどに、ヌード・モデルとして掲載された女性が「プレイメイト」とされている。
見開きページ・折込ページ（センターフォールド）に「ミス○○月」として掲載されるモデルはプレイメイト・オブ・ザ・マンス（Playmate of the Month、略称PMOM）と呼ばれる。プレイメイト・オブ・ザ・マンスのグラビアはその人物のヌード写真・見開きポスター・略歴に加え、生年月日・身体サイズ・興奮する状況・白ける状況等を記述した「プレイメイト・データシート」から構成されている。一年間に掲載された総勢12人のプレイメイト・オブ・ザ・マンスの中から1名が、翌年のプレイメイト・オブ・ザ・イヤー（Playmate of the Year、略称PMOY）に選出される。プレイメイト・オブ・ザ・マンスの報酬は2万5000米ドルで、プレイメイト・オブ・ザ・イヤーに選ばれると10万米ドルの追加報酬と自動車が贈られる。このほか、創刊5周年以後5年周期でアニバーサリー・プレイメイト（Anniversary Playmates）が選出されている。2006年9月時点で、プレイメイト・オブ・ザ・マンスを歴任した女性の数は635人。
『プレイボーイ』は将来のプレイメイトとなりうる候補者の発掘に対して対価を出しており、本人以外が推薦した候補者がプレイメイトに選ばれた場合、推薦者は仲介手数料として2500米ドルを手に入れることができる。ヒュー・ヘフナーと写真家たちはそれら候補者の中からプレイメイトを選出する。プレイメイト・オブ・ザ・イヤーはヒュー・ヘフナーが年間の読者投票を参考に独断で選出する。ジェームズ・ボンドが大活躍するボンド映画のヒロインがグラビア・モデルとして登場することも多く、マリアム・ダボらがヌードになっている。
2000年代前半からは『プレイボーイ』はプレイメイトの他にサイバーガール（Cyber Girls）というインターネットのヌードモデルを新設し、その初代Cyber Girl of the Year（サイバー・ガール・オブ・ザ・イヤー）のエリカ・ミッシェル・バレ（Erika Michelle Barré）は日本版のプレイボーイの2002年8月号の表紙と特集グラビアを飾った。後述するようにサイバーガールからプレイメイトになった者もいる。
注記: 『プレイボーイ』は「一度プレイメイトになれば、”永遠にプレイメイト”であり続ける」（Once a Playmate, always a Playmate）との考えから、「元プレイメイト」等の表現は使っていない。

## 歴史
『プレイボーイ』第1号に主役として掲載されたのはマリリン・モンローだが、その肩書きは「今月の恋人」（Sweetheart of the Month）であり「プレイメイト」の呼称はまだ存在しなかった。プレイメイト・オブ・ザ・マンスと銘打たれた最初のモデルは『プレイボーイ』第2号に掲載されたミス1954年1月、マージー・ハリソンである。基本的に、プレイメイトとして掲載される回数はモデル1名につき1回であるが、創刊初期には2回または3回プレイメイトを経験したモデルも存在する。2回経験者はマージー・ハリソン（1954年1月・1954年6月）とマルグリット・エンペイ（1955年5月・1956年2月）の2名で、3回経験者はマーガレット・スコット（1954年2月・1954年4月・1955年4月、後の2回はマリリン・ウォルツ名義）とジャネット・ピルグリム（1955年7月・1955年12月・1956年10月）の2名である。
アメリカの各州では、18歳未満の出演するヌード、ポルノ画像は違法となっているが、『プレイボーイ』が創刊されて間もない時代には未成年者のヌードに関する法律はまだ整備されていなかったため、ナンシー・クロフォード（1959年4月）、ドナ・ミッチェル（1963年12月）、リンダ・ムーン（1966年10月）、テディ・スミス（1960年7月）らは17歳で、エリザベス・アン・ロバーツ（1958年1月）は16歳でプレイメイトとしての撮影に臨んでいた。この結果としてヒュー・ヘフナーとロバーツの母親は逮捕されたが、エリザベスが母親の出演同意書を持っていたため最終的に請求は棄却された。表現の自由をとことん追求するヘフナーにとっては、逮捕は名誉なことだったかもしれない。70年代の例としては16歳で『プレイボーイ』ドイツ版の撮影に臨んだウルスラ・フェルネがおり、彼女は18歳で米国版（1979年10月）にも掲載されている。ドロレス・ドンロンは年齢が30代後半でプレイメイトに選ばれており、最も年齢の高いプレイメイトとなっている
プレイメイト・オブ・ザ・イヤーは各年5月にプレイボーイ・マンションにおけるメディア午餐会で発表されるのが慣習である。プレイメイト・オブ・ザ・イヤーとなったモデルは、その年の6月号または7月号で組まれるプレイメイト・オブ・ザ・イヤー特集のグラビアで大々的にフィーチャーされ、表紙も飾る。しかし例外として2003年から2005年にかけての特集号の表紙はプレイメイトではなく、同じ号のセレブリティグラビアに登場しているセレブリティが掲載された。
陰毛を見せた最初のプレイメイトはミス1971年1月のリヴ・リンデランドとして知られているが、創刊初期の1956年2月には自身2度目の登場となるマルグリット・エンペイがラス・メイヤー撮影の水中写真で陰毛を見せている。当時は発行部数が少なかったため、この写真はリンデランドの写真のように一般に知れわたることはなかった。陰毛を見せるプレイメイトは1970年代から1980年代にかけて増加傾向が続いたが、1980年代後半からは陰毛を剃毛して整える傾向が強まり、2001年9月のダレーン・カーティスはプレイメイトの歴史上初めて完全に1本の陰毛もないパイパンで掲載された。1990年代からはへそピアス等のボディピアスや、タトゥーを体に施したプレイメイトの増加傾向も見られるようになった。

## 著名なプレイメイト
『プレイボーイ』への出演以外の事由でも有名なプレイメイトを下に示す。（括弧内はラテン文字綴りとプレイメイトに選ばれた年・月）
- パメラ・アンダーソン（Pamela Anderson、1990年2月）女優、実質的なポルノ女優、セレブリティの象徴的存在
- マリエース・アンドラダ（Marliece Andrada、1998年3月）女優
- マリーナ・ベイカー（Marina Baker、1987年3月）ジャーナリスト、児童文学作家で英イングランド・イースト・サセックス州のTelscombe町の「町長」
- ビビ・ビュエル（Bebe Buell、1974年11月）女優でリヴ・タイラーの母
- キンバリー・コンラッド（Kimberley Conrad、1988年1月）後のヒュー・ヘフナー夫人
- カルメッラ・ディセザーレ（Carmella DeCesare、2003年4月）WWEのコンテスト「RAW Diva Search」出場（2004年）
- リサ・ダーガン（Lisa Dergan、1998年7月）St. Pauli Girl・ゲス?ジーンズのスポークスモデル
- ドナ・デリコ（Donna D'Errico、1995年9月）女優でニッキー・シックス（モトリー・クルー）の元妻
- ダフネ・デュプレー（Daphnée Duplaix、1997年7月）ソープオペラ『Passions』出演の女優
- バーバラ・エドワーズ（Barbara Edwards、1983年9月）女優
- エリカ・エレニアック（Erika Eleniak、1989年7月）女優
- ヴィクトリア・フラー（Victoria Fuller、1996年1月）リアリティ番組『The Amazing Race 6』のカップルの女性の方
- ステファニー・ハインリッヒ（Stephanie Heinrich、2001年10月）Playboy.comの歴代最初のサイバーガール・オブ・ザ・ウィーク
- ローレン・ミシェル・ヒル（Lauren Michelle Hill、2001年2月）ゲーム番組『Fear Factor』プレイメイト版の優勝者、ゲス?のモデル
- クローディア・ジェニングス（Claudia Jennings、1969年11月）B級映画の女優。
- スーザン・カイガー（Susan Kiger、1977年1月）プレイメイト選出前にポルノに出演していた唯一のプレイメイト。後に3回表紙に掲載。
- コニー・クレスキ（Connie Kreski、1968年1月）女優
- ニコール・レンズ（Nicole Lenz、2000年3月）ビジョー・フィリップスに嗾けられた喧嘩で有名に
- アンジェラ・リトル（Angela Little、1998年8月）『アメリカン・パイ in バンド合宿』出演の女優
- ジャネット・ルポー（Janet Lupo、1975年11月）the largest breasts of any Playmate with a post-Playmate career.（バスト採寸の最大記録は1964年10月のローズマリー・ヒルクレストが持つ）
- ジェーン・マンスフィールド（Jayne Mansfield、1955年2月）歌手・女優でマリシュカ・ハージティの母。マリリン・モンローと並び称された。（自動車事故で死去）
- カレン・マクドゥーガル（Karen McDougal、1997年12月）論争の的となったXFLのチアリーダーCM（2000年）のフィットネス・モデル
- シャナ・モークラー（Shanna Moakler、2001年12月）リアリティ番組『Meet the Barkers』で競演したトラヴィス・バーカー（ブリンク 182）の妻
- ケリー・モナコ（Kelly Marie Monaco、1997年4月）女優、リアリティ番組『Dancing with the Stars』の2005年優勝者
- マリリン・モンロー（Marilyn Monroe、1953年12月）50年代の銀幕の象徴的存在
- バーバラ・ムーア（Barbara Moore（1992年12月）2005年に俳優ロレンツォ・ラマスとの結婚式を不可解にも直前に取りやめた
- シンシア・マイヤーズ（Cynthia Myers、1968年12月）ラス・メイヤー監督の映画ワイルド・パーティー（1969年）で主演を務める
- ベティ・ペイジ（Bettie Page、1955年1月）フェティシストの象徴的存在
- レベッカ・アン・ラモス（Rebecca Anne Ramos、2003年1月）当時35歳で選出された歴代最年長プレイメイト
- オーラ・レイ（Ola Ray、1980年6月）マイケル・ジャクソンの『スリラー』のPV（1983年）でマイケルの恋人役を演じた
- ドリー・リード（Dolly Read、1966年5月）女優でディック・マーティン（コメディアン）の妻
- ウィリー・レイ（Willy Rey、1971年2月）日本でも知られた。
- アリシア・リクター（Alicia Rickter、1995年10月）マイク・ピアッツァ（野球選手）の妻
- エリザベス・アン・ロバーツ（Elizabeth Ann Roberts、1958年1月）当時16歳で選出された歴代最年少プレイメイト
- ブランド・ロデリック（Brande Roderick、2000年4月）女優
- ショーナ・サンド（Shauna Sand、1996年5月）B級映画俳優ロレンツォ・ラマスとプレイメイト選出時に結婚、2002年に離婚
- ニッキ・シエラー（Nikki Schieler、1997年9月）女優
- アンナ・ニコル・スミス（Anna Nicole Smith、1992年5月）ゲスジーンズモデル・女優、「80歳代の億万長者の未亡人」となり、彼の遺産相続に関する訴訟は合衆国最高裁判所で係争後、ホテルの寝室にて倒れている所発見、死因不明。
- マーサ・スミス（Martha Smith、1973年7月）映画『アニマル・ハウス』・テレビシリーズ『Scarecrow and Mrs. King』の女優
- レナ・ソーダバーグ（Lena Soderberg、1972年11月）デジタル画像処理の評価画像『レナ』で有名。
- ステラ・スティーヴンス（Stella Stevens、1960年1月）女優、1960年代にアイドル女優として活躍。代表作はジーン・ハックマン主演の『ポセイドン・アドベンチャー』やサム・ペキンパー『砂漠の流れ者/ケーブル・ホーグのバラード』など。
- ドロシー・ストラットン（Dorothy Stratten、1979年8月）殺害されるまでの生涯が映画『Star 80』で取り上げられた
- リン・トーマス（Lynn Thomas、1997年5月）『プレイボーイ』『ペントハウス』双方の見開きページに掲載された最初のモデル
- シャノン・トゥイード（Shannon Tweed、1981年11月）B級映画の女優、ジーン・シモンズの妻
- ロバータ・ヴァスケス（Roberta Vasquez、1984年11月）1990年代初期にクリント・イーストウッド監督の映画『ルーキー』および少数のセクシーアクション映画に出演
- ジェニファー・ウォルコット（Jennifer Walcott、2001年8月）『アメリカン・パイ in バンド合宿』出演
- テリー・ウィーゲル（Teri Weigel、1986年4月）ハードコアポルノ女優に転身
- ジュリアナ・ヤング（Julianna Young、1993年11月）シリコーン豊胸の象徴的存在
- カーラ・ザヴァレタ（Cara Zavaleta、2004年11月）MTVのリアリティ番組『Road Rules』出演（プレイメイト選出前）
- ヴィクトリア・ズドロック（Victoria Zdrok、1994年10月）詳細は英語版記事を参照
- リンゼイ・ワグナー（Lindsay Wagner、2007年11月）アメリカの有名女優リンゼイ・ワグナーと同姓同名。オマハのファイトクラブの元リングギャル。リアリティTVシリーズTV series "The Girls Next Door"に本人として登場。
- イーダ・ヤングビスト（Ida Ljungqvist、2008年5月）
- ミシェル・マクラフリン（Michelle McLaughlin、2008年2月）2009年には来日し、日本のAV女優とイベントで競演した。
- グレイス・キム（Grace Kim、2009年1月）
- シャナ・マリー・マクラフリン（Shanna Marie McLaughlin、2010年7月）

## アニバーサリー・プレイメイト
- 55周年（2009年1月）: Dasha Astafieva
- 50周年（2004年1月）: コリーン・シャノン（Colleen Shannon）
- 45周年（1999年1月）: ジェイミー・バーグマン（Jaime Bergman）
- 40周年（1994年1月）: アンナ＝マリー・ゴダード（Anna-Marie Goddard）
- 35周年（1989年1月）: フォナ・マクラーレン（Fawna MacLaren）
- 30周年（1984年1月）: ペニー・ベイカー（Penny Baker）
- 25周年（1979年1月）: キャンディ・ラヴィング（Candy Loving）
- 20周年（1974年1月）: ナンシー・キャメロン（Nancy Cameron、両面見開きで掲載された唯一のプレイメイト）
- 15周年（1969年1月）: レスリー・ビアンチーニ（Leslie Bianchini）
- 10周年（1963年12月）: ドナ・ミッチェル（Donna Michelle）
- 5周年（1958年12月）: ジョイス・ニザーリ（Joyce Nizzari）

## プレイメイト初の一覧
- 2度の登場を果たした最初のプレイメイト: マージー・ハリソン（Margie Harrison、ミス1954年1月・ミス1954年6月）
- 『プレイボーイ』創刊後プレイメイトのいない最初かつ唯一の月 - ミス1955年3月（発行自体が行われていない）
- 最初の中央見開き掲載（2ページ）: ジャネット・ピルグリム（Janet Pilgrim、ミス1955年7月）
- 最初の折込見開き掲載（3ページ）: マリアン・スタフォード（Marian Stafford、ミス1956年3月）
- 米国外生まれの最初のプレイメイト: エルザ・ソレンセン（Elsa Sorensen、ミス1956年9月）デンマーク出身
- 最初の二人組プレイメイト（同じ月に2名）: パット・シーハン・マラ・コーディ（Pat Sheehan・Mara Corday、ミス1958年10月）
- 最初のアジア系アメリカ人のプレイメイト: チャイナ・リー（China Lee、ミス1964年8月）
- 最初のアフリカ系アメリカ人のプレイメイト: ジェニファー・ジャクソン（Jennifer Jackson、ミス1965年3月）
- 豊胸手術を行った最初のプレイメイト: スー・ウィリアムズ（Sue Williams、ミス1965年4月）[4].
- プレイメイトになった最初の双子: マリー・コリンソン・マドレーヌ・コリンソン（Mary Collinson・Madeleine Collinson、ミス1970年10月）
- 陰毛を見せた最初のプレイメイト:  リヴ・リンデランド（Liv Lindeland、ミス1971年1月）
- プレイメイトになった最初の日系人: リエコ・イングリッシュ（Lieko English、ミス1971年6月）
- 『プレイボーイ』創刊以後に生まれた最初のプレイメイト: モニカ・ティドウェル（Monica Tidwell、ミス1973年11月、プレイボーイ第2号が販売されていた1954年1月の生まれ）
- 別々の月にプレイメイトになった最初の姉妹: ジャニス・ペニントン（Janice Pennington、ミス1971年5月）・アン・ペニントン（Ann Pennington、ミス1976年3月）
- 最初のプレイメイト・データシート: ソンドラ・セオドア（Sondra Theodore、1977年7月）
- 母娘双方がプレイメイトになった最初の親子: キャロル・エデン（Carol Eden、ミス1960年12月）・シモーヌ・エデン（Simone Eden、ミス1989年2月、娘）
- プレイメイトになった最初の三つ子: エリカ、ニコール、ジャクリン・ダーム（Erica, Nicole and Jaclyn Dahm、ミス1998年12月）
- プレイボーイ・ビデオの最初のプレイメイト（1982年）: ルーニー・チン（Lonny Chin、プレイボーイ本誌では1983年1月号のプレイメイト）
- プレイボーイ・サイバーガール出身の最初のプレイメイト: ステファニー・ハインリッヒ（Stephanie Heinrich、2000年9月のサイバーガールでミス2001年10月）
- 陰毛が全く無い最初のプレイメイト: ダリーン・カーティス（Dalene Kurtis、ミス2001年9月）
- プレイメイトになった最初の日本人: ヒロミ・オーシマ（Hiromi Oshima、ミス2004年6月）